# Alianza de los Independientes
La Alianza de los Independientes es un partido político histórico suizo de centro-izquierda fundado en 1936 por Gottlieb Duttweiler y “financiada por la cooperativa multinacional Migros”. Fue hasta 1999 (el año de su disolución) “la formación política sin representación gubernamental más importante” del país.

## Evolución de la representación en el Parlamento
| Año  | Votos        | %    | Consejo Nacional | +/-         | Consejo de los Estados | +/-         |
| ---- | ------------ | ---- | ---------------- | ----------- | ---------------------- | ----------- |
| 1935 | 37.861 (#5)  | 4,1% | 7/187            |             | 0/44                   |             |
| 1939 | 43.735 (#5)  | 7,1% | 9/187            | 2           | 0/44                   |             |
| 1943 | 48.557 (#5)  | 5,5% | 7/194            | 2           | 0/44                   |             |
| 1947 | 42.428 (#6)  | 4,4% | 8/194            | 1           | 0/44                   |             |
| 1951 | 49.100 (#5)  | 5,1% | 10/196           | 2           | 0/44                   |             |
| 1955 | 53.450 (#5)  | 5,5% | 10/196           | Sin cambios | 0/44                   |             |
| 1959 | 54.049 (#5)  | 5,5% | 10/196           | Sin cambios | 0/44                   |             |
| 1963 | 48.224 (#5)  | 5,0% | 10/200           | Sin cambios | 0/44                   |             |
| 1967 | 89.950 (#5)  | 9,1% | 16/200           | 6           | 1/44                   | 1           |
| 1971 | 152.086 (#5) | 7,6% | 13/200           | 3           | 1/44                   | Sin cambios |
| 1975 | 117.217 (#5) | 6,1% | 11/200           | 2           | 1/44                   | Sin cambios |
| 1979 | 74.623 (#5)  | 4,1% | 8/200            | 3           | 0/46                   | 1           |
| 1983 | 78.292 (#5)  | 4,0% | 8/200            | Sin cambios | 0/46                   |             |
| 1987 | 80.691 (#6)  | 4,2% | 8/200            | Sin cambios | 1/46                   | 1           |
| 1991 | 57.819 (#9)  | 2,8% | 5/200            | 3           | 1/46                   | Sin cambios |
| 1995 | 34.801 (#9)  | 1,8% | 3/200            | 2           | 1/46                   | Sin cambios |
| 1999 | 14.439 (#13) | 0,7% | 1/200            | 2           | 0/46                   | 1           |